# Achille Zo
Jean-Baptiste Achille Zo, född den 30 juli 1826 i Saint-Esprit nära Bayonne, död den 2 mars |1901, var en fransk målare, far till Henri-Achille Zo.
Zo, som studerade i Paris för Couture, blev 1871 direktör för konstskolan i sin födelsestad och 1889 för skolan i Bordeaux. Han valde huvudsakligen ämnen ur spanskt folkliv, ibland även ur Spaniens historia (Domstol under morernas herravälde, 1867). Han var en av de första franska målare, som med framgång studerade den spanska naturen och den sydliga luften. Bland hans genremotiv är att nämna Spanska smugglare, Zigenare, San Francisco-platsen i Sevilla, Den blinde vid porten Doce Cantos i Toledo, Tiggare med flera.